# Triacisottaedro
In geometria solida il triacisottaedro è uno dei tredici poliedri di Catalan, duale del cubo troncato. Può essere ottenuto incollando piramidi triangolari su ognuna delle 8 facce dell'ottaedro.
È un poliedro non regolare, le cui 24 facce sono identici triangoli isosceli aventi un lato che misura {\displaystyle {\begin{matrix}1+{\frac {\sqrt {2}}{2}}\end{matrix}}} volte gli altri due.

## Area e volume
L'area A ed il volume V di un triacisottaedro i cui spigoli più corti hanno lunghezza a sono le seguenti:

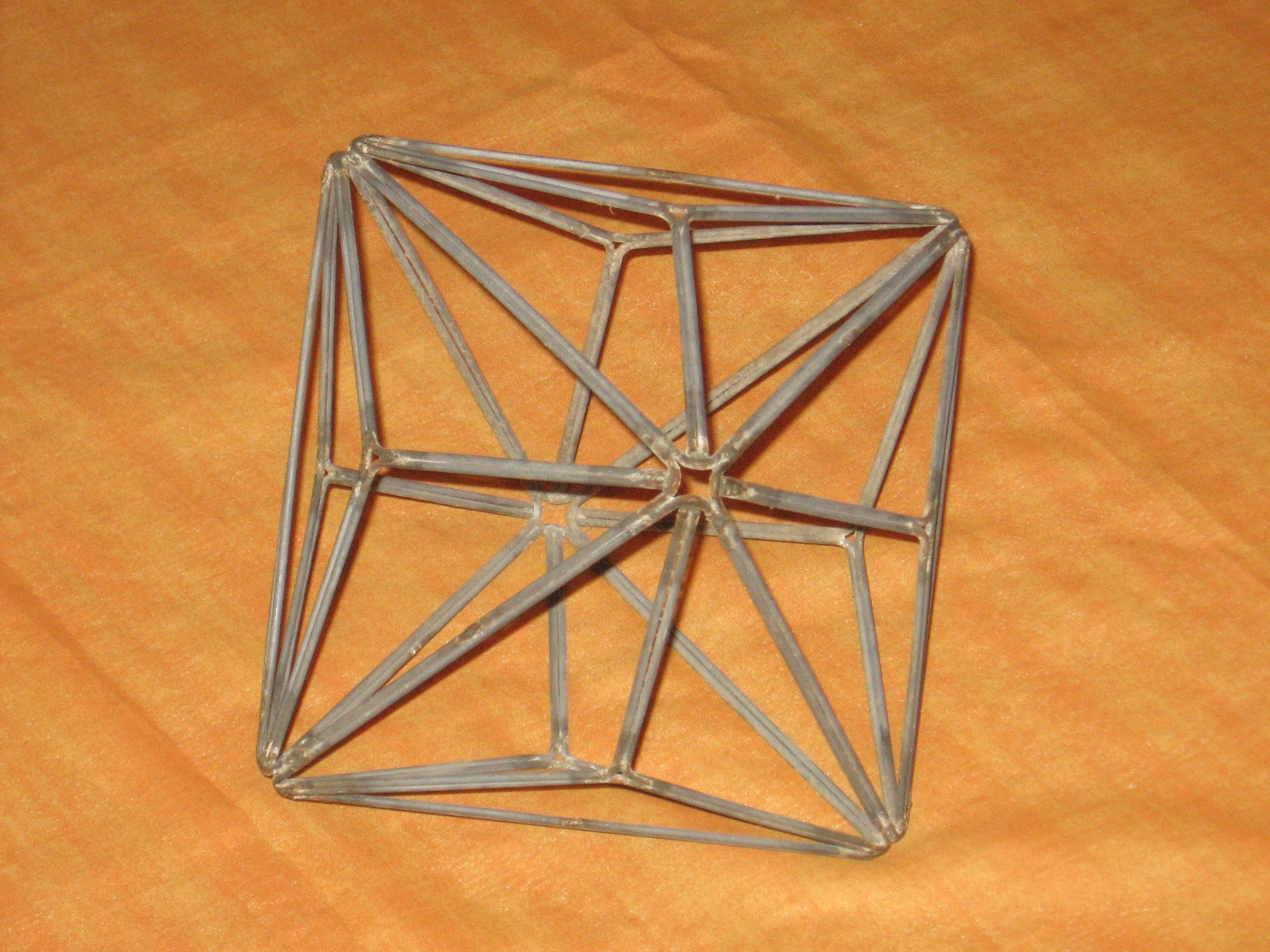
Lo scheletro del triacisottaedro

{\displaystyle A=3{\sqrt {7+4{\sqrt {2}}}}a^{2}}
{\displaystyle V=({\begin{matrix}{3 \over 2}\end{matrix}}+{\sqrt {2}})a^{3}}

## Dualità
Il poliedro duale del triacisottaedro è il cubo troncato, un poliedro archimedeo.

## Simmetrie
Il gruppo delle simmetrie del triacisottaedro ha 48 elementi; il gruppo delle simmetrie che preservano l'orientamento è il gruppo ottaedrale {\displaystyle O\cong S_{4}}. Sono gli stessi gruppi di simmetria dell'ottaedro, del cubo e del cubo troncato.

## Altri solidi
I dodici spigoli più lunghi del triacisottaedro e i sei vertici in cui essi concorrono, ovvero i vertici con valenza 8, sono spigoli e vertici di un ottaedro. Gli altri otto vertici del triacisottaedro sono vertici di un cubo.